# Mikrozom
U ćelijskoj biologiji, mikrozomi su artifakti slični vezikulama koji se formiraju od delova endoplazmatičnog retikuluma (ER) kad se eukariotske ćelije razgrade u laboratoriji. Po definiciji, mikrozomi nisu prisutni u originalnim živim ćelijama.
Mikrozomi mogu da budu koncentrisani i odvojeni od drugih ćelijskih ostataka diferencijalnim centrifugiranjem.  Razgrađene ćelije, jedro, i mitohondrije se talože na 10,000g, dok rastvorni enzimi i fragmentisani ER, koji sadrži citohrom  (CYP), ostaju u rastvoru (g je gravitaciono ubrzanje Zemlje). Na 100,000g, ER se taloži iz rastvora dok enzimi ostaju u rastvoru. Na ovaj način se citohrom P450 koncentriše u mikrozomima i izoluje. Mikrozomi imaju crvenkasto smeđu boju, usled prisustva kofaktora (hema) koji sadrže gvožđe. P450 enzimi su najobilniji u jetri sisara (pacova, miševa i ljudi).

## Spoljašnje veze
- Microsomes на 